# Бондарь, Елизавета Сергеевна
Елизавета Сергеевна Бондарь (род. 17 декабря 1986, Москва, СССР) — российский театральный режиссёр и сценограф. Номинантка национальной премии «Золотая маска».

## Биография
Елизавета Бондарь родилась 17 декабря 1986 года в Москве.
В 2011 году окончила факультет музыкального театра Российской академии театрального искусства (ГИТИС) по специальности «Режиссура музыкального театра» (мастерская профессора Дмитрия Бертмана).
В 2019 году спектакль «Гробница малыша Тутанхамона» по тексту Оливии Дюфо вошёл в основную программу фестиваля «Артмиграция». В том же году спектакль «Пилорама плюс» по пьесе Натальи Милантьевой вошёл в лонг-лист и офф-программу премии «Золотая маска», а также в программу фестиваля «Артмиграция».
В 2020 году спектакль «Тверь — Тверь» по пьесе Сергея Давыдова вошёл в офф-программу премии «Золотая маска».
В 2021 году Бондарь была номинирована на премию «Золотая маска» в номинации «Драма. Работа режиссёра» за спектакль «Танцующая в темноте» по фильму Ларса Фон Триера. В том же году спектакль «Мещане» по тексту Максима Горького в адаптации Сергея Давыдова вошёл в лонг-лист премии «Золотая маска».
Драматические и музыкальные работы Елизаветы Бондарь представлены на сценах различных театров России и зарубежья, среди которых: «Практика», «Геликон-опера», Vene Teater (Таллин), Красноярский театр оперы и балета.

## Избранные работы в театре
- 2011 — «Колокольчик», опера Гаэтано Доницетти, Московский музыкальный театр «Геликон-опера»[12]
- 2012 — «Алеко», опера Сергея Рахманинова, Красноярский театр оперы и балета[13]
- 2012 — «Колыбельная ангелу», опера Владимира Ребикова, Северский музыкальный театр[14]
- 2012 — «Летучий корабль», мюзикл Максима Дунаевского, Новосибирский театр музыкальной комедии[15]
- 2014 — «Пышка» по пьесе Василия Сигарева, Бурятский академический театр драмы[16]
- 2014 — «Директор театра», опера Вольфганга Амадея Моцарта, Северский музыкальный театр
- 2015 — «Зоя» по пьесе Светланы Баженовой, «Тильзит-театр»[17]
- 2016 — «Кандид», музыкальный спектакль по либретто Екатерины Троепольской и Андрея Родионова, театр «Практика» и «Мастерская Брусникина»[18]
- 2016 — «Сказка о царе Салтане», мюзикл по тексту Александра Пушкина, Vene Teater[19]
- 2017 — «Мой папа дед мороз» по пьесе Марии Огневой, Псковский театр драмы[20]
- 2018 — «Пилорама плюс» по пьесе Натальи Милантьевой, Драматический театр имени Волкова[21][22]
- 2018 — «Записки сумасшедшего» по повести Николая Гоголя, «Тильзит-театр»[23]
- 2018 — «Спички» по пьесе Константина Стешика, Калининградский областной театр[24]
- 2019 — «Гробница малыша Тутанхамона» по пьесе Оливии Дюфо, Псковский драматический театр[25][26]
- 2019 — «Близкие друзья» по роману Евгения Водолазкина в инсценировке Юлии Поспеловой, Театр юного зрителя имени Брянцева[27]
- 2019 — «Тверь-Тверь» по пьесе Сергея Давыдова, Тверской театр юного зрителя[28]
- 2020 — «Мещане» по пьесе Максима Горького в адаптации Сергея Давыдова, Театр юного зрителя имени Брянцева[29]
- 2021 — «Танцующая в темноте» по фильму Ларса Фон Триера, театр «Старый дом»[30]
- 2021 – «Озор» по рассказу Мамина-Сибиряка «Озорник», Мирнинский театр
- 2022 — «Пятая печать» по роману Ференца Шанта, МТЮЗ
- 2022 – «Дөм» по «Власти тьмы» Толстого, Альметьевский драматический театр
- 2023 — «Тахир и Зухра» по пьесе Зухры Яниковой, МХТ им.Чехова
- 2023 – «16 мм. Обратимая» по пьесе Екатерины Августеняк, Краснодарский театр драмы
- 2023 – «Макбет» по Шекспиру в адаптации Анны Лифиренко, Театр Наций
- 2024 – «Голод» Кнута Гамсуна в адаптации Анны Лифиренко, МХТ им. Чехова
- 2024 – «Мизантроп» Мольера в адаптации Александра Плотникова, «Театр-Театр», Пермь